# Raman Hrabarenka
Raman Andrejewitsch Hrabarenka (belarussisch Раман Андрэевіч Грабарэнка, russisch Роман Андреевич Граборенко Roman Andrejewitsch Graborenko; * 24. August 1992 in Mahiljou) ist ein belarussischer Eishockeyspieler, der seit Mai 2019 bei den Bílí Tygři Liberec aus der tschechischen Extraliga unter Vertrag steht.

## Karriere
Raman Hrabarenka begann seine Karriere als Eishockeyspieler bei den Philadelphia Revolution, für die er in der Saison 2009/10 in der Eastern Junior Hockey League aktiv war. Die Saison 2010/11 verbrachte der Verteidiger in der kanadischen Top-Juniorenliga Ligue de hockey junior majeur du Québec bei den Cape Breton Screaming Eagles. Bei den Screaming Eagles begann er auch die folgende Spielzeit, ehe er im Januar 2012 innerhalb der LHJMQ zu den Voltigeurs de Drummondville wechselte.
In der Saison 2012/13 spielte er für die Albany Devils in der American Hockey League (AHL) und wusste dabei zu überzeugen, so dass ihn die New Jersey Devils im Juli 2013 mit einem NHL-Einstiegsvertrag ausstatteten. Vorerst blieb der Verteidiger allerdings in der AHL und absolvierte dort zwei komplette Spielzeiten, ehe er am 9. April 2015 sein Debüt für die New Jersey Devils in der National Hockey League gab.
Nach der Saison 2015/16 lief sein Vertrag aus und Hrabarenka war zunächst vereinslos. Im Dezember 2016 entschied er sich für eine Rückkehr nach Europa, als er einen Vertrag bis Saisonende beim HK Dinamo Minsk aus der Kontinentalen Hockey-Liga unterschrieb.
Zu Beginn der folgenden Spielzeit stand er bei Neftechimik Nischnekamsk unter Vertrag, wechselte jedoch schon im Oktober 2017 zum chinesischen KHL-Teilnehmer Kunlun Red Star. Im Mai 2019 unterschrieb er einen Vertrag bei den Bílí Tygři Liberec aus der tschechischen Extraliga.

### International

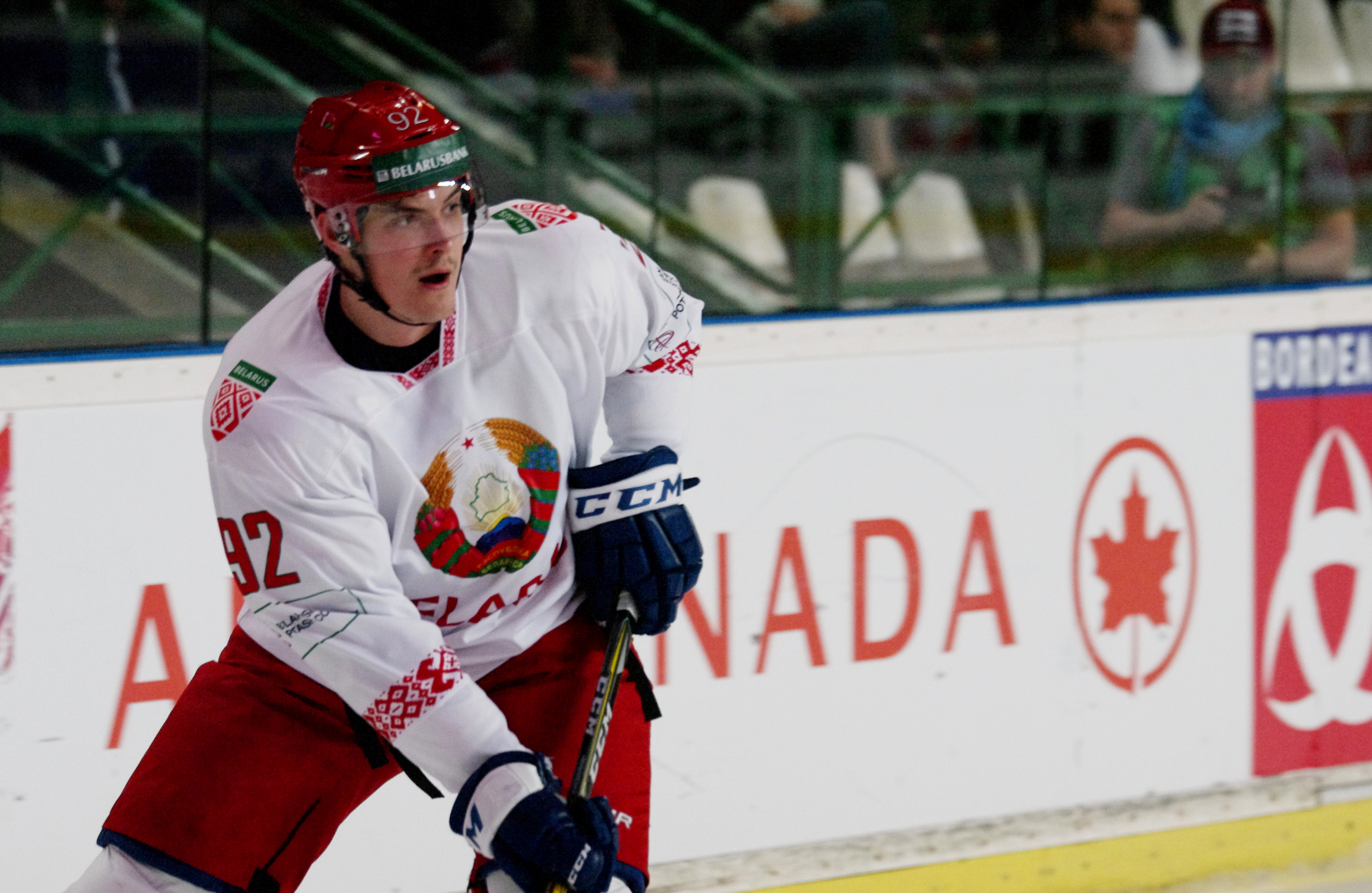
Hrabarenka im Trikot des Nationalteams (2017)

Für Belarus nahm Hrabarenka im Juniorenbereich an der U18-Junioren-Weltmeisterschaft 2008, der U18-Junioren-Weltmeisterschaft der Division I 2009 sowie der U20-Junioren-Weltmeisterschaft der Division IA 2012 teil. Im Seniorenbereich stand er erstmals bei der Weltmeisterschaft 2012 im Aufgebot seines Landes.

## Erfolge und Auszeichnungen
- 2009 Aufstieg in die Top-Division bei der U18-Junioren-Weltmeisterschaft der Division I, Gruppe A